# Conférence internationale des responsables des universités et institutions scientifiques d'expression française
La Conférence internationale des responsables des universités et institutions scientifiques d'expression française (CIRUISEF) est un réseau institutionnel de l'Agence universitaire de la Francophonie.

## Présentation
Fondée en 1988, la CIRUISEF réunit des responsables d'établissements d'enseignement supérieur (président d'université, recteur d'université, doyen de faculté, etc.) des domaines scientifique et technique et issus de pays francophones. Son siège était situé à Créteil, sur le campus de l'université Paris-Est Créteil Val-de-Marne avant de l'être à Toulouse sur le campus de l'Université Paul Sabatier.
Son président est Jean-Marc Broto

### Colloques
La CIRUISEF organise annuellement un colloque dont le thème est en lien avec une problématique du monde universitaire, : 
- 2007 : Créteil (France), « Réflexion sur le socle des fondamentaux de la Licence scientifique » (152 participants, 23 pays représentés)
- 2008 : Fès (Maroc), « Les Masters scientifiques en francophonie : enjeux et compétences » (192 participants, 23 pays représentés)
- 2009 : Dakar (Sénégal), « Le Doctorat scientifiques dans l’espace francophone : enjeux et compétences » (202 participants, 26 pays représentés)
- 2010 : Beyrouth (Liban), « La structuration de la recherche scientifique : fragmentation ou intégration ? » (212 participants, 27 pays représentés)
- 2011 : Montpellier (France), « Le partenariat entreprises-universités : la clef de l'innovation et de l'insertion professionnelle des diplômés scientifiques francophones » (206 participants, 26 pays représentés)
- 2013 : Québec (Canada), « La formation dans les 1er cycles scientifiques universitaires des pays francophones : systèmes comparés » (162 participants, 28 pays représentés).
- 2014 : Rabat (Maroc), « Réflexions sur la formation d'un enseignant scientifique »
- 2016 : Marseille (France), « La recherche scientifique et ses interfaces »
- 2017 : Abidjan (Cote d'Ivoire), « La réussite des étudiants de sciences et technologies »
- 2019 : Sfax (Tunisie), « Une formation des doyens francophones experts des évaluations en sciences et technologies »